# Pulosari (Bareng)
Pulosari is een bestuurslaag in het regentschap Jombang van de provincie Oost-Java, Indonesië. Pulosari telt 3344 inwoners (volkstelling 2010).